# Stade Marcel-Volot
Le stade Marcel-Volot est un stade omnisports situé à Nice.
Il est notamment le stade résident des équipes de rugby à XV et de football américain de la ville, le Stade niçois rugby et les Dauphins de Nice.

## Historique
Alors que le Racing Rugby Club de Nice évoluait jusque là au stade Alfred-Méarelli (anciennement stade Saint-Augustin), il déménage au stade des Arboras.
Le stade des Arboras est renommé stade Marcel-Volot le 5 juin 2024, en l'honneur de Marcel Volot, personnalité emblématique du RRCN,.
Alors que le club résident principal, le Stade niçois rugby, a obtenu son accession en division professionnelle, la ville et les collectivités locales annoncent pendant la saison 2024-2025 un plan d'investissement afin de se conformer au cahier des charges de la Ligue nationale de rugby ; parmi les axes du projet, la capacité d'accueil de l'enceinte sportive doit être portée à 10 000 places.

## Structures et équipements
Alors que le Stade niçois est promu en Pro D2, l'enceinte a alors une capacité de 3 000 places.